# Guerra dei Rossi
La guerra dei Rossi, così definita dal Pezzana nella sua Storia di Parma, è stata un conflitto condotto dalle truppe ducali dello stato di Milano con il sostegno delle tre fazioni parmensi dei Sanvitale, dei Pallavicino e dei Da Correggio (definite le tre squadre) che si erano coalizzate contro il potere egemonico esercitato nel parmense dalla fazione dei Rossi proclamata ribelle da Ludovico il Moro. I Rossi riuscirono a tenere in scacco per un anno e mezzo le truppe ducali perché finanziati dalla Repubblica di Venezia, desiderosa di impegnare su di un fronte secondario le truppe milanesi al fine di evitare che potessero intervenire direttamente contro i territori della Serenissima, a quel tempo coinvolta nella guerra di Ferrara.

## Antefatto
Nel XV secolo i domini dei Rossi si erano progressivamente estesi nei territori del parmense, in particolar modo Pier Maria II de’ Rossi, grazie anche all'amicizia e all'alleanza con Francesco Sforza divenuto nel frattempo duca di Milano, riuscì a procurarsi una posizione predominante venendo addirittura acclamato alla sua entrata in Parma nel 1470 come "padre della Patria". Alla morte del duca Galeazzo Maria Sforza, avvenuta nel 1476, Pier Maria fu nominato nel triumvirato di reggenza che affiancava la duchessa Bona di Savoia e il duca di nove anni Gian Galeazzo Maria Sforza nella gestione del Ducato di Milano.

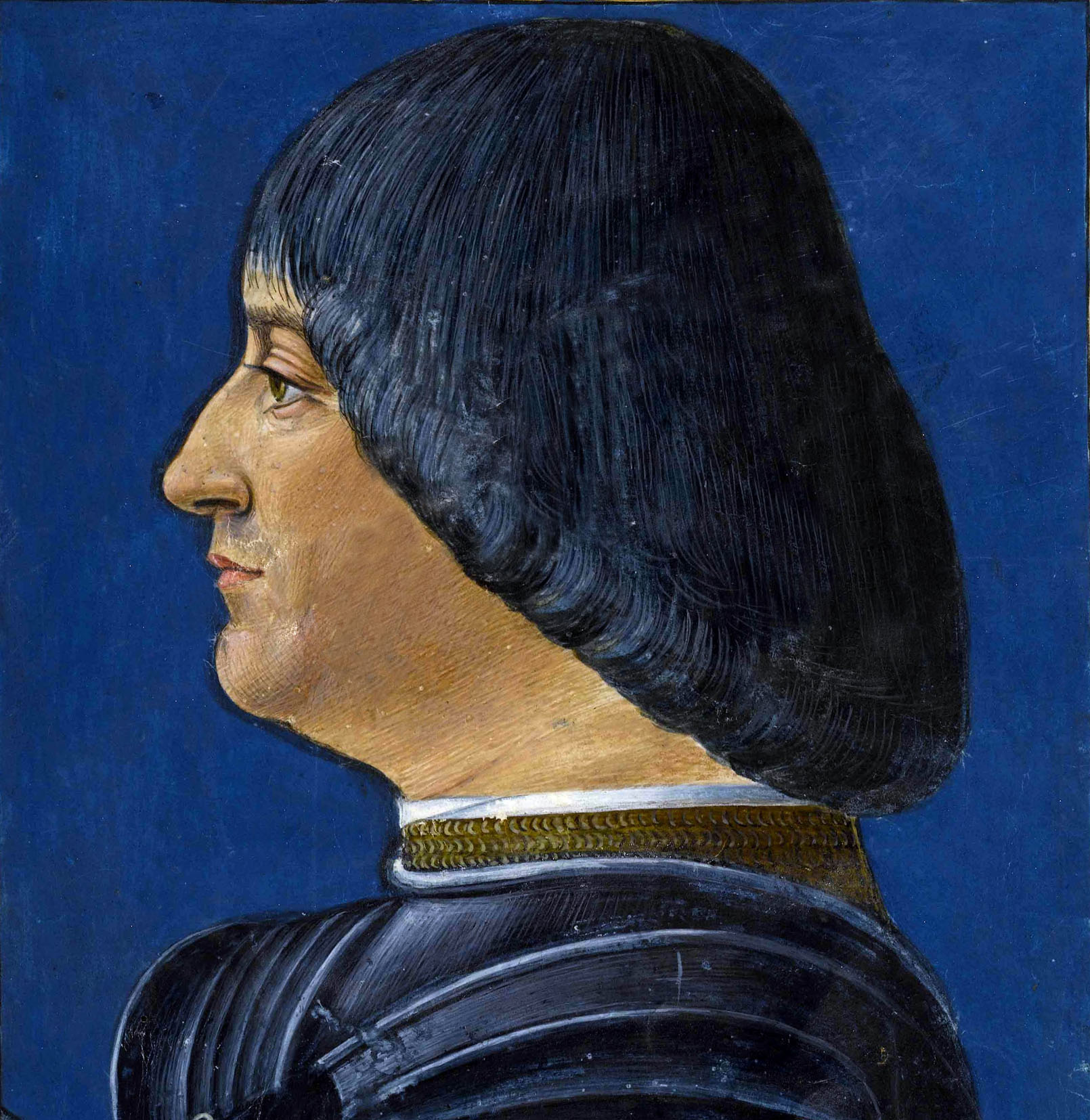
Ludovico il Moro

Le altre fazioni parmensi, che nei decenni precedenti avevano assistito alla prepotente ascesa di Pier Maria favorita dalla sua già menzionata amicizia con Francesco Sforza, dopo numerosi dispute, come quella che coinvolse i Sanvitale per il possesso del castello di Noceto sottratto dai Rossi e non restituito, decisero di allearsi fra di loro in attesa di cogliere il momento propizio per disfarsi degli scomodi rivali. L'occasione si presentò nel 1479 quando, in seguito al colpo di Stato di Ludovico il Moro e alla conseguente caduta in disgrazia di Cicco Simonetta, i Pallavicino riuscirono a piazzare come governatore del duca giovinetto, ma in realtà come uomo di fiducia di Ludovico il Moro, Pallavicino Pallavicini, acerrimo nemico di Pier Maria.
A causa di questo rovesciamento di alleanze, la politica degli Sforza cambiò radicalmente sin dal 1480. Il primo sgarbo ai Rossi fu il permesso accordato a Gian Francesco Pallavicino di acquistare le ville di Stagno e Tolarolo, strettamente confinanti con la Roccabianca dei Rossi; tale fu lo sdegno degli abitanti per questa concessione che 25 famiglie lasciarono in massa Tolarolo per trasferirsi a Roccabianca.
Ne seguì poi l'estromissione della fazione dei Rossi dal consiglio degli anziani di Parma che, unita ai continui favori concessi dal Moro ai Pallavicino e alle intimidazioni fatte agli appartenenti alla squadra rossa in città, fecero pensare Pier Maria all'eventualità di ribellarsi all'autorità ducale.
Dopo che Roberto Sanseverino signore di Colorno venne costretto alla fuga per essere stato proclamato dai milanesi nemico pubblico riparando a Venezia, Pier Maria si trovò totalmente isolato e iniziò ad approvvigionarsi segretamente di armi nel cremonese e nel mantovano preparandosi alla inevitabile guerra e, ben conscio di non potere resistere con le sue sole forze alle truppe sforzesche, si convinse fin dal 1481 a cercare l’alleanza di Venezia anche se gli accordi ufficiali vennero stipulati solamente nell'aprile 1482, a guerra iniziata.

## La guerra

### Le fasi preliminari: il primo assedio di San Secondo
Il 24 febbraio 1482 il duca di Milano Gian Galeazzo Maria, ormai un fantoccio nelle mani di Ludovico il Moro, comunicò al consiglio degli Anziani di Parma la sua intenzione di procedere in armi contro il ribelle Pier Maria Rossi deliberando di spedire subito da Milano cinquecento fanti da aggiungersi alle truppe già presenti nel parmense agli ordini di Costanzo Sforza e Sforza Secondo Sforza e ordinando al comune di Parma di arruolare trecento fanti come rinforzo delle truppe ducali allo scopo di porre d'assedio San Secondo dove Pier Maria risiedeva.
Dopo un tentativo di riconciliazione respinto da Pier Maria, Ludovico il Moro, sempre istigato dal suo consigliere Pallavicino Pallavicini, ruppe gli indugi e ordinò di procedere contro i possedimenti dei Rossi nel parmense. A tale scopo, non fidandosi di Costanzo Sforza, vecchio amico di Pier Maria, chiese a Gian Giacomo Trivulzio, luogotenente di Costanzo, di procedere con ogni mezzo contro il Rossi, di asserragliarlo in San Secondo e di catturarlo affinché fosse consegnato alla giustizia.
Tuttavia Pier Maria, consapevole della situazione che si era venuta a delineare, forte non solo delle sue truppe ma della fedeltà dei suoi uomini sparsi nelle varie rocche del parmense, iniziò una tenace quanto forse inaspettata resistenza, mettendo in seria difficoltà le truppe ducali e costringendo l'esercito ad allontanare il campo dal castello di San Secondo a causa delle perdite inflitte durante continue sortite dei difendenti.
Il Moro decise quindi di richiamare Costanzo e il 13 marzo pose ufficialmente a comando delle truppe divise in due contingenti Gian Giacomo Trivulzio e il Bergamino. Il primo contingente, quello del Trivulzio, era diretto ad assediare le rocche dell'appennino e a devastare i territori fedeli ai Rossi, il secondo doveva procedere con lo stesso piano strategico con le rocche di pianura.

### La presa di Noceto

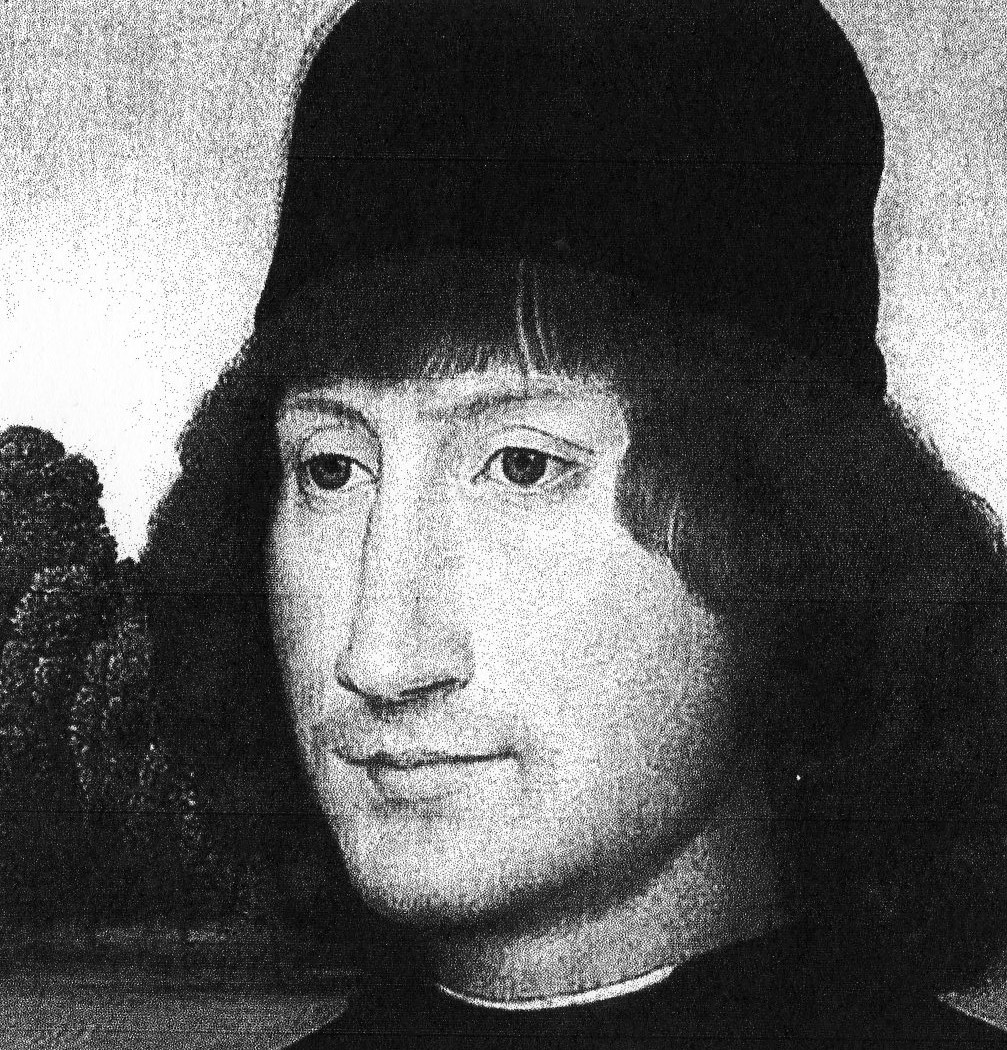
Sforza Secondo Sforza, comandante in capo delle forze ducali

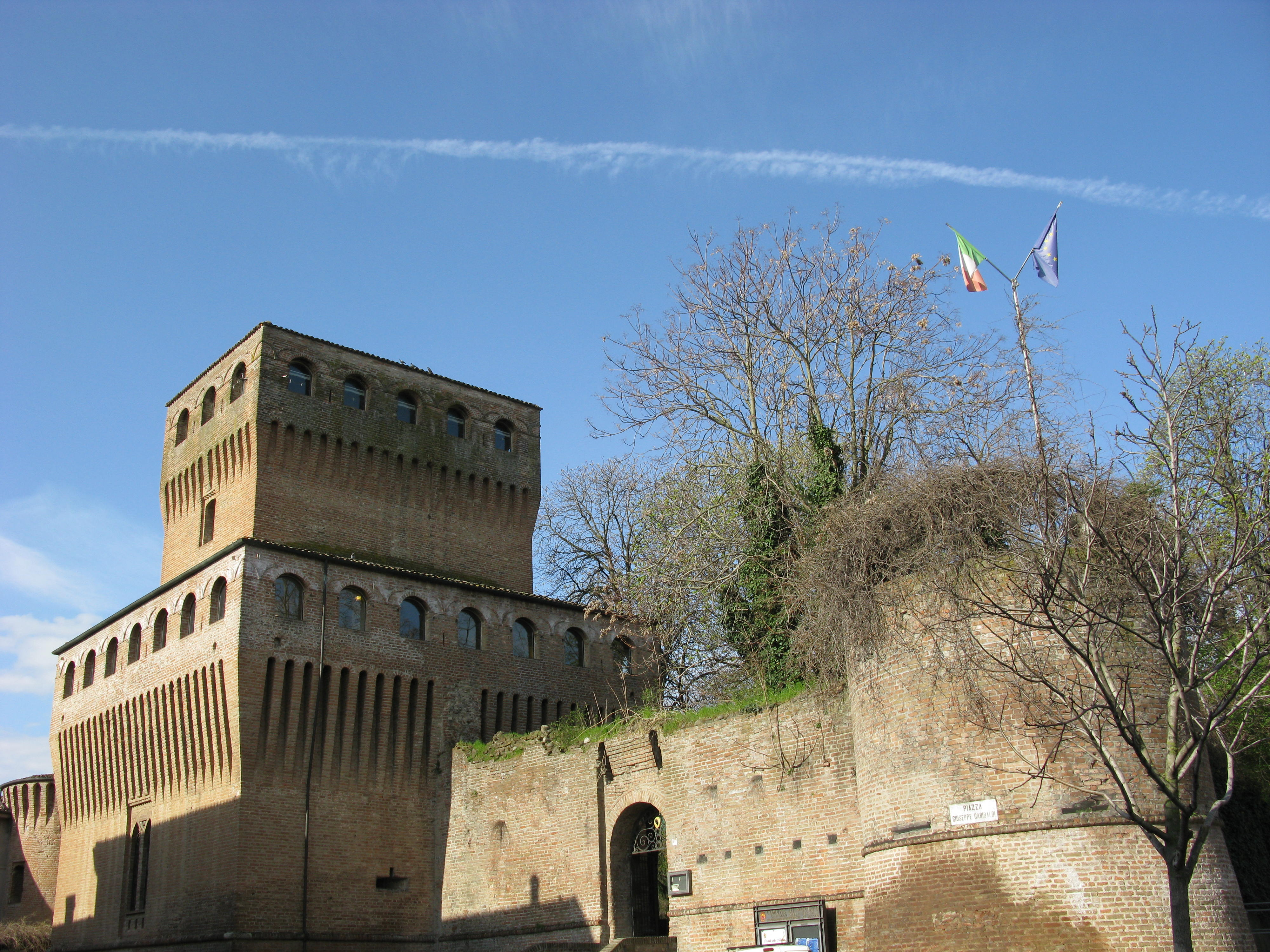
Rocca di Noceto

I soldati del Trivulzio posero dapprima sotto assedio la rocca di Noceto, tuttavia in una fulminea sortita gli assedianti riuscirono a catturare 24 uomini tra i quali alcuni capitani. Il 30 marzo il Trivulzio passò quindi alla controffensiva cambiando obiettivo: attaccò il castello di Sant'Andrea dalla parte opposta del Taro, le truppe rossiane sconfitte sul campo furono costrette a trincerarsi nel castello e se non fosse stato per la pioggia che rese sdrucciolevole il terreno i ducali sarebbero riusciti sullo slancio della vittoria conseguita a impossessarsi dello stesso presidio.
Nel frattempo Ludovico il Moro, impaziente di ottenere rapidi successi, decise il 4 aprile di nominare come comandante generale di tutti gli eserciti del parmense Sforza Secondo Sforza e, per non privarsi di un ottimo generale come il Trivulzio, decise il giorno 8 maggio di nominarlo governatore di Parma.
Mentre avveniva questo avvicendamento alla guida delle truppe, i due contingenti ducali ora congiunti avevano iniziato sin dal 26 aprile il bombardamento della rocca di Noceto distruggendo le sue due torri difensive e costringendo i difensori alla resa il 3 maggio seguente, dopo che la rocca stessa era stata praticamente demolita da 300 colpi di bombarda. L'azione su Noceto aveva il chiaro intento di spezzare in due i domini dei Rossi poiché tale castello, come quelli contigui di Sant'Andrea, Carona e Roccalanzona, era visto come punto di congiunzione fra pianura e appennino.

### L’intervento di Venezia
Pier Maria nel frattempo si era accordato con i veneziani che avevano tutto l'interesse a sostenere la sua ribellione sia per estendere la loro sfera di influenza su Parma, sia per aprire un secondo fronte nella guerra di Ferrara, nella quale erano all'epoca impegnati, allo scopo di poter trattenere lontano dai propri confini le truppe milanesi. Nel mese di maggio Antonio Bragadin fu inviato dal governo della repubblica presso Pier Maria Rossi per esortarlo a resistere e per assicuragli aiuto nella lotta, nello stesso incontro gli fu comunicato che la sua famiglia sarebbe stata aggregata al Patriziato veneto. In termini di uomini, tale aiuto rimase più che altro sulla carta e si ridusse al solo Ammuratte Torelli che si aggiunse con 100 fanti alle truppe rossiane. I veneziani, non potendo intervenire direttamente, si accordarono anche con Obietto Fieschi per arruolare truppe da fornire ai Rossi, tuttavia il Fieschi si abboccò segretamente con i ducali tradendo i veneziani, rendendo in tal modo ancora più precaria la situazione delle truppe rossiane. A livello economico l'aiuto dei veneziani fu invece molto importante: riuscirono a far passare attraverso Genova numerosi finanziamenti a Pier Maria affinché arruolasse soldati e continuasse la guerra.

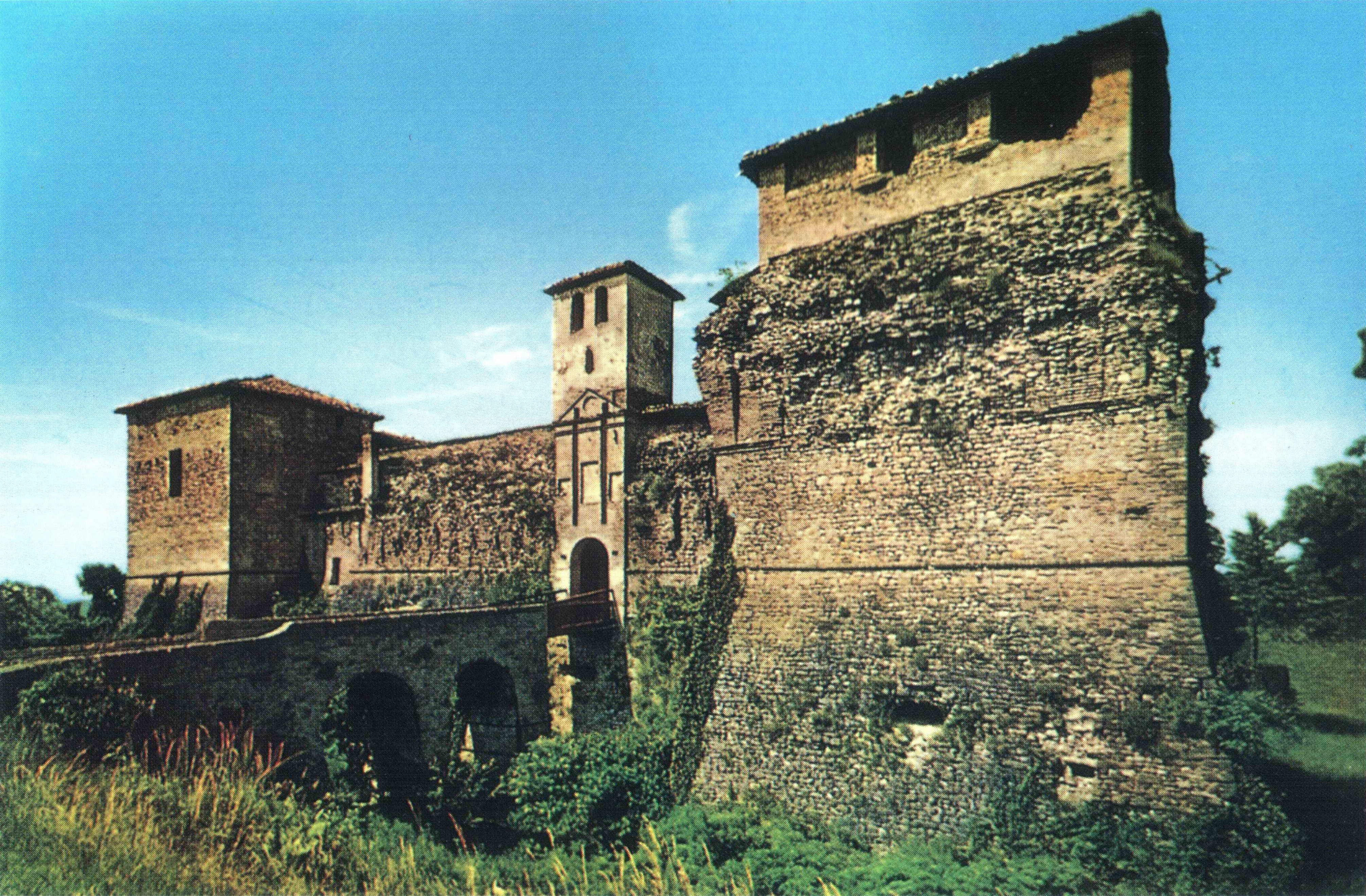
Castello di Felino, roccaforte di Guido de' Rossi durante le fasi intermedie del conflitto

L'aiuto di Venezia ai Rossi era ormai palese e costrinse lo stato di Milano a tutelarsi da una potenziale minaccia veneziana sui confini orientali dello stato inviandovi a presidio un contingente capeggiato da Costanzo Sforza mentre, su pressioni della Lega anti-veneziana che richiedeva truppe fresche nella guerra contro la Serenissima, anche il Trivulzio fu ritirato con i suoi armati e messo a disposizione del Duca di Urbino, lasciando così il solo Bergamino con 600 uomini a combattere i Rossi.

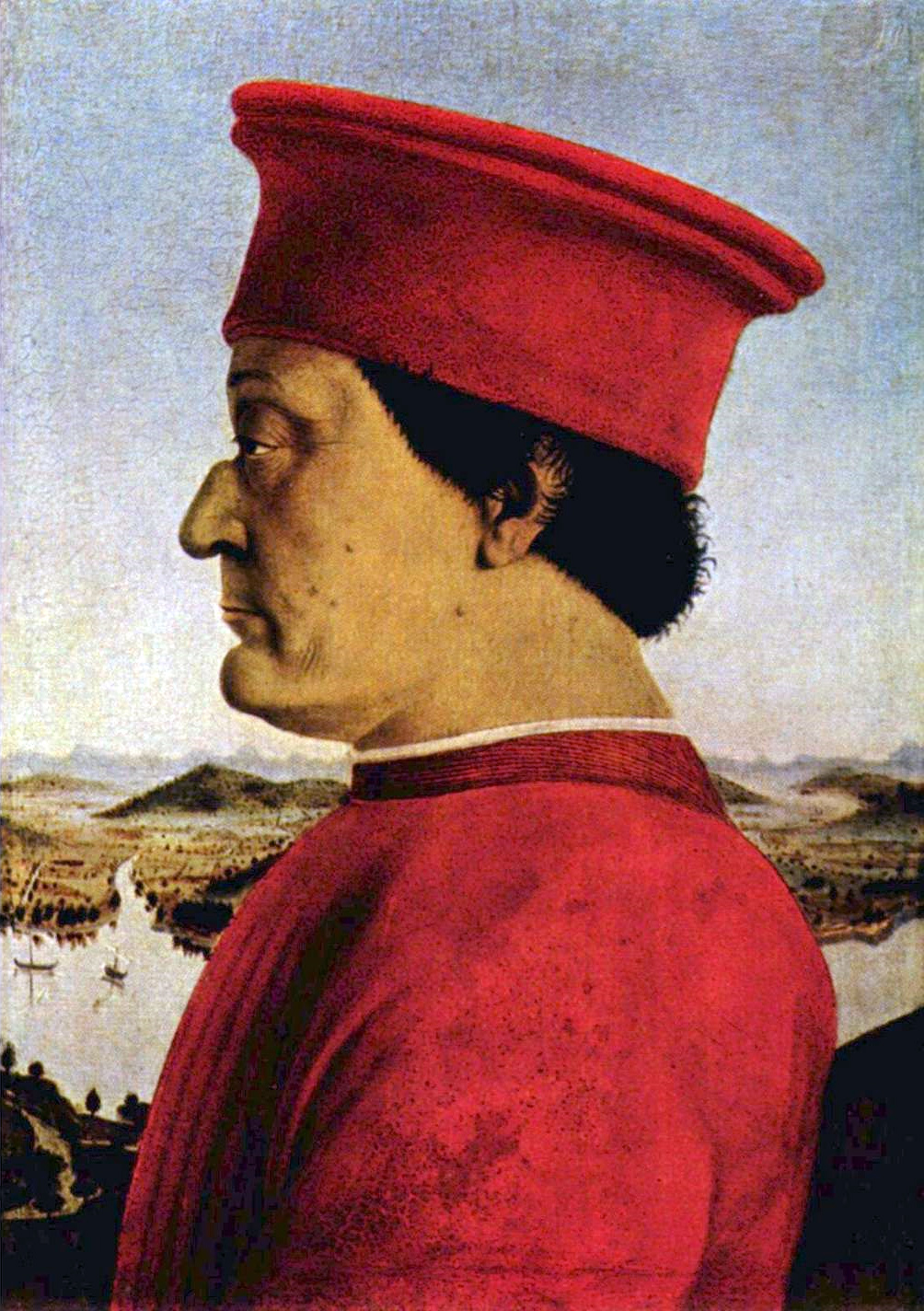
Il Duca di Urbino, comandante della Lega contro Venezia nella Guerra di Ferrara, inviò messi a Felino per trattare la pace con Guido de' Rossi.

Il 13 maggio Pier Maria, per vendicarsi delle persecuzioni e della cacciata degli uomini della sua fazione da Parma, tentò la sortita sulla città cercando di prenderla da due lati, riuscendo a impadronirsi della Porta San Francesco, facendo ingente bottino e, penetrando dentro le mura da Porta San Michele, mettendola a ferro e fuoco. Il 17 maggio fu compiuta una sortita notturna sempre su Parma, mentre il Della Vella, a comando della guarnigione della città, inviò per rappresaglia le sue truppe a devastare il contado di Felino, territorio dei Rossi. Sempre a maggio una sortita dei Rossiani da San Secondo su Fontanellato procacciò a Pier Maria un altro cospicuo bottino. In seguito fu ancora Parma l'obiettivo di un ulteriore attacco condotto dalla base del castello di Felino da Guido de’ Rossi e da Ammuratte Torelli; tale sortita, condotta a fine maggio, provocò grande devastazione in città e indusse il consiglio degli Anziani, preoccupato, a chiedere urgentemente rinforzi al Duca di Milano che a sua volta promise di inviare il marchese del Monferrato Bonifacio III Paleologo con 500 armati e Obietto Fieschi con alcuni contingenti.
Mentre la controffensiva dei Rossi si concentrava principalmente su Parma, la guerra divampava nel territorio segnando alcune vittorie delle truppe ducali: Sforza Secondo Sforza aveva prima preso senza combattere Sant'Andrea a causa del tradimento dei difensori, allo stesso modo poi si era impadronito del castello di Carona, il 13 di maggio. Imbaldanzito dalla resa piuttosto celere delle due rocche appenniniche, il comandante in capo delle truppe ducali si portò sotto il castello di Roccalanzona, ultimo baluardo rossiano a presidio della Val Taro, ove a differenza dei due casi precedenti i difensori gli sbarrarono il passo decisi a resistere, e, dopo un breve assedio, constatata l'impossibilità di prendere la Rocca, le truppe ducali si ritirarono portandosi su Parma.
Il duca di Urbino, Federico da Montefeltro, desiderando un maggior impegno nella guerra contro Venezia da parte dei milanesi, caldeggiava un accordo con i Rossi e il 1 giugno mandò a Felino un suo messo per trattare con Guido de’ Rossi e Ammuratte Torelli le condizioni della pace senza tuttavia raggiungere alcun compromesso soddisfacente.

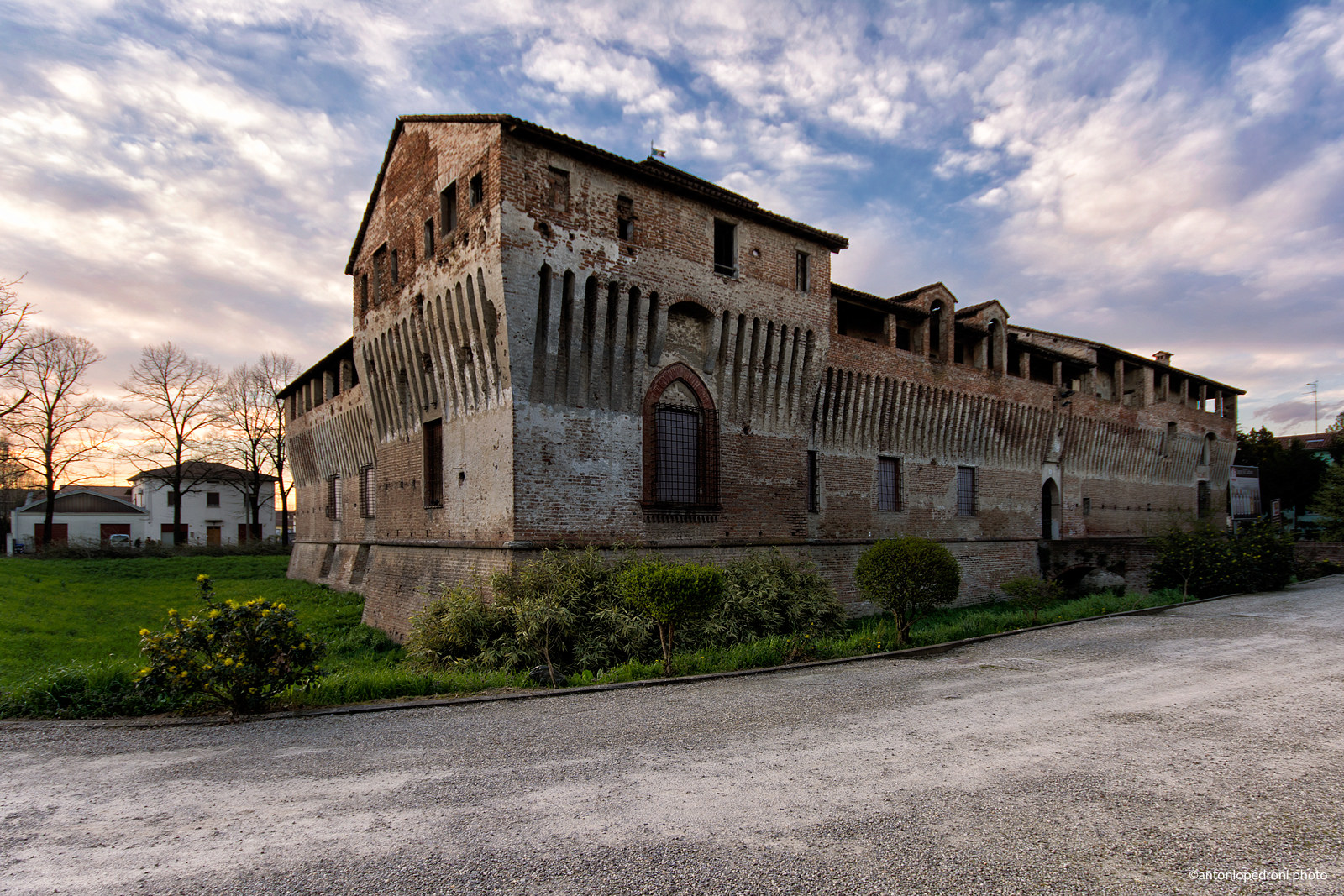
Rocca dei Rossi di Roccabianca

In giugno Sforza Secondo Sforza tentò di cambiare tattica attaccando direttamente la rocca di San Secondo difesa direttamente da Pier Maria II e residenza della sua famiglia, tuttavia i milanesi attaccati a sorpresa dai rossiani dovettero retrocedere il proprio campo sino a Grugno, nel territorio presidiato dai Sanvitale di Fontanellato, continuando comunque a subire le sortite delle truppe mariesche che continuamente molestavano le salmerie dell'esercito ducale devastando al contempo il territorio di Fontanellato.
Il 18 giugno fu invece Guido ad attaccare improvvisamente gli assedianti uscendo dal castello di Felino; l'azione fulminea colse di sorpresa gli sforzeschi che, lasciando sul campo molte tende, suppellettili e vettovaglie, retrocedettero frettolosamente sino a Carignano, ove piantarono il nuovo campo. Sforza Secondo Sforza, vista l'impossibilità di espugnare i due capisaldi di San Secondo e Felino, diresse il suo esercito su Basilicanova cingendola d'assedio, tuttavia Guido, libero da compiti difensivi ne approfittò per attaccare a sorpresa il castello di Carona riprendendolo. Nel frattempo Basilicanova capitolò per il tradimento dei difensori e i ducali mossero l'esercito alla volta del castello di Roccabianca che cadde anch'esso il 25 luglio.

### La morte di Pier Maria Rossi e la fine della prima fase della guerra

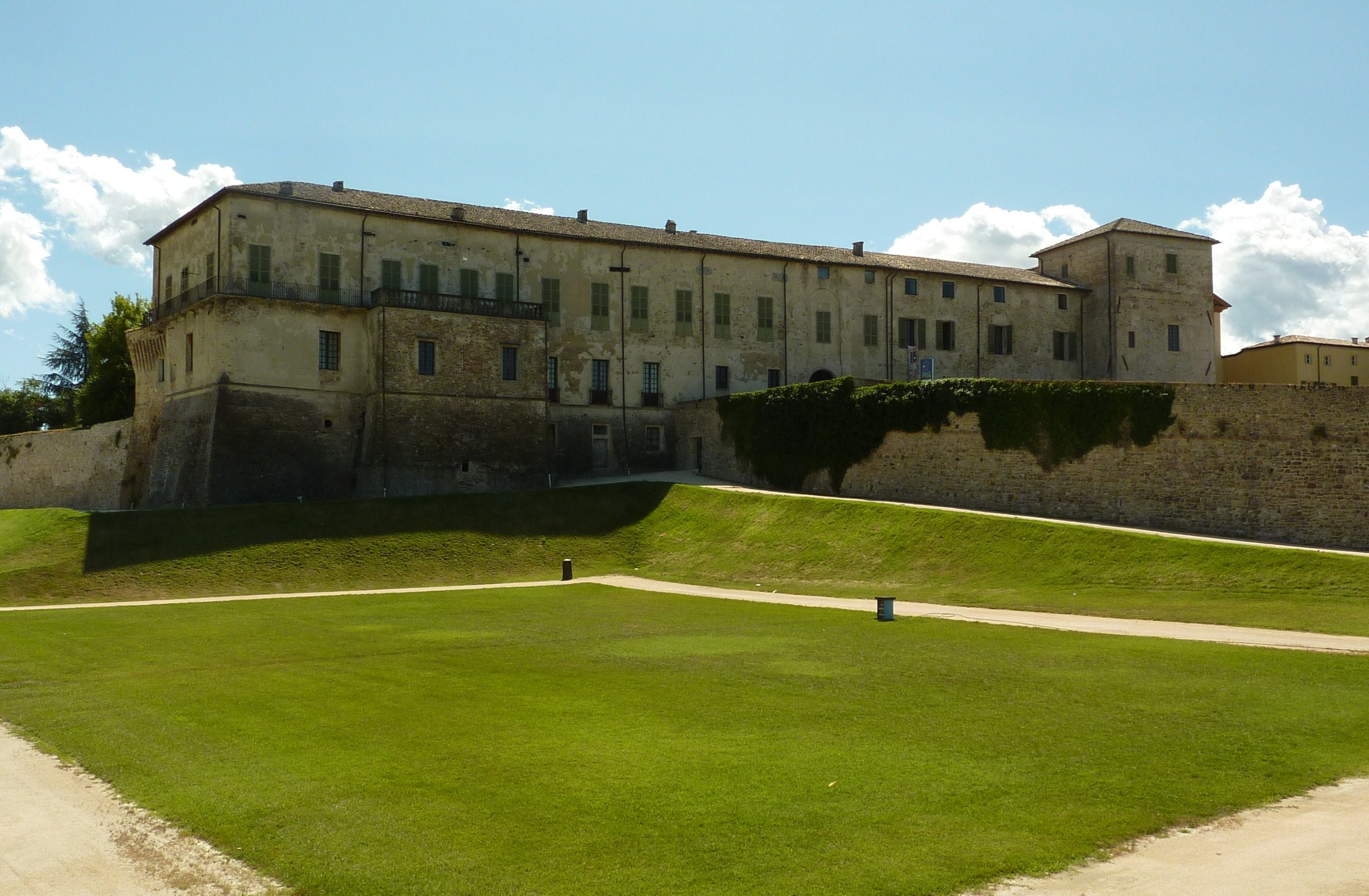
Rocca Sanvitale di Sala Baganza, Ammuratte Torelli morì durante l'infruttuoso assedio

Mentre la guerra infuriava la salute di Pier Maria Rossi, asserragliato a difesa della rocca di San Secondo, si deteriorava rapidamente tanto che il Rossi, non essendo più in grado di sostenere il comando delle truppe di pianura, sfruttando il favore delle tenebre e utilizzando un passaggio segreto, si fece trasportare in lettiga fuori dal castello assediato di San Secondo e, scortato da una schiera di armigeri, giunse al castello di Torrechiara. Guido, invece, non fidandosi della lealtà della guarnigione lasciata nella residenza principale dei Rossi, vi si recò con un gran numero di armigeri per continuare la lotta a difesa dell'ultimo caposaldo della pianura.

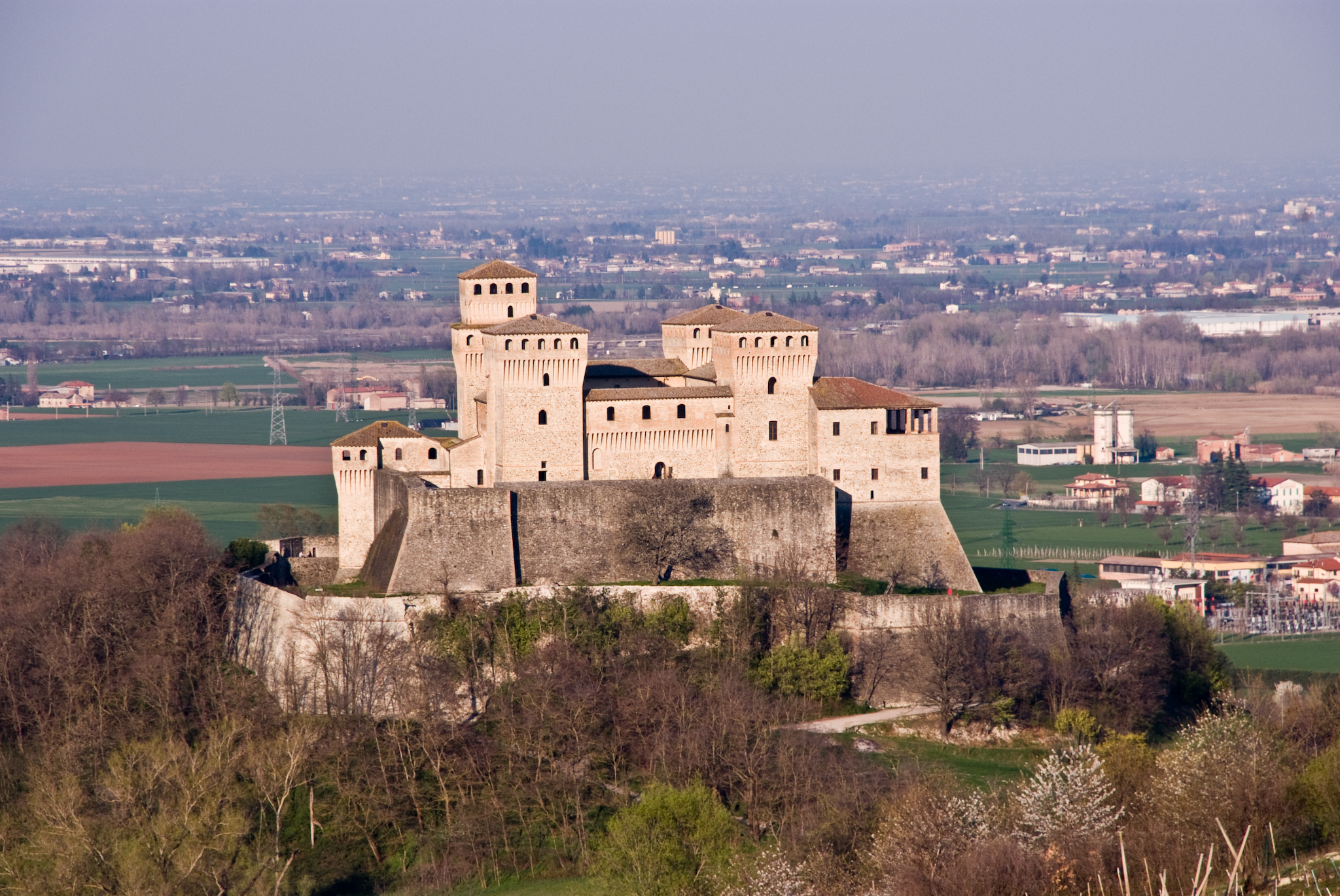
Castello di Torrechiara

Il 2 agosto un ambasciatore dei ducali si recò da Pier Maria nel castello di Torrechiara per trattare la pace a patto però che il Rossi rinunciasse alla sua alleanza con Venezia. Pier Maria respinse le proposte chiedendo alle truppe milanesi di lasciare il parmense affinché potesse affrontare senza alcuna ingerenza esterna i Pallavicino, i suoi veri nemici, in quanto riteneva che fossero loro i veri responsabili della guerra civile che dilaniava il parmense.
La salute già precaria del sessantanovenne Pier Maria peggiorò rapidamente, tanto che Guido corse il 22 agosto al capezzale del padre, salvo dover tornare precipitosamente a San Secondo alla notizia dell'arrivo delle truppe di rinforzo dei milanesi inviate da Bonifacio III Paleologo, futuro marchese di Monferrato. Guido de' Rossi riuscì ancora una volta a riportare un'importante vittoria, respingendo l'esercito congiunto sino a Roccabianca. Tuttavia questo fu l'ultimo sussulto dei rossiani: il 1 settembre si spense Pier Maria II a Torrechiara, mentre gli aiuti dei veneziani in termini di uomini ma soprattutto, come già ricordato, di danaro venivano bloccati nel genovese. Di lì a poco anche Ammuratte Torelli perse la vita durante l'assedio infruttuoso della Rocca Sanvitale di Sala Baganza, difesa strenuamente in un intreccio controverso di parentele da Donella Rossi, figlia di Pier Maria e moglie di Gilberto Sanvitale assente in quei frangenti dalla sua residenza poiché impegnato su di un altro fronte.
Morto Pier Maria, Bertrando de' Rossi, entrato in possesso delle rocche dell'Appennino secondo quanto previsto dal testamento paterno del 1480 che emendava a suo favore il testamento iniziale del 1464 superato dalla morte prematura di Bernardo, si alleò con i ducali e Pallavicini contro il fratello Guido dal quale era sempre stato osteggiato e ottenendo come contropartita il diritto di poter mantenere la signoria sulle proprie terre. La superiorità numerica dei ducali era ormai decisiva, le sole truppe di Bonifacio erano costituite da 1200 cavalieri e 5000 fanti. Il 6 settembre Guido tentò l'ennesima sortita contro il campo nemico ma fu costretto a ritirarsi a causa del soverchiante numero degli avversari, intanto Sforza Secondo Sforza si spostò a difendere la rocca di Stellata nel ferrarese dagli assalti dei Veneziani, lasciando il compito di assediare San Secondo alle truppe di Bonifacio III. Verso la metà di settembre 5 grosse bombarde martellavano le mura della rocca difesa da Guido, mentre i difensori continuavano a costruire muretti terrapieni e a riparare le brecce createsi a causa dell'azione incessante dell'artiglieria. Il giorno 8 settembre morì il comandante in capo dell'esercito di Bonifacio: Antonio del Vasto, figlio di Ludovico I marchese Saluzzo, colpito da una spingarda, e di lì a poco venne ucciso Bonifacio Lupi di Soragna.

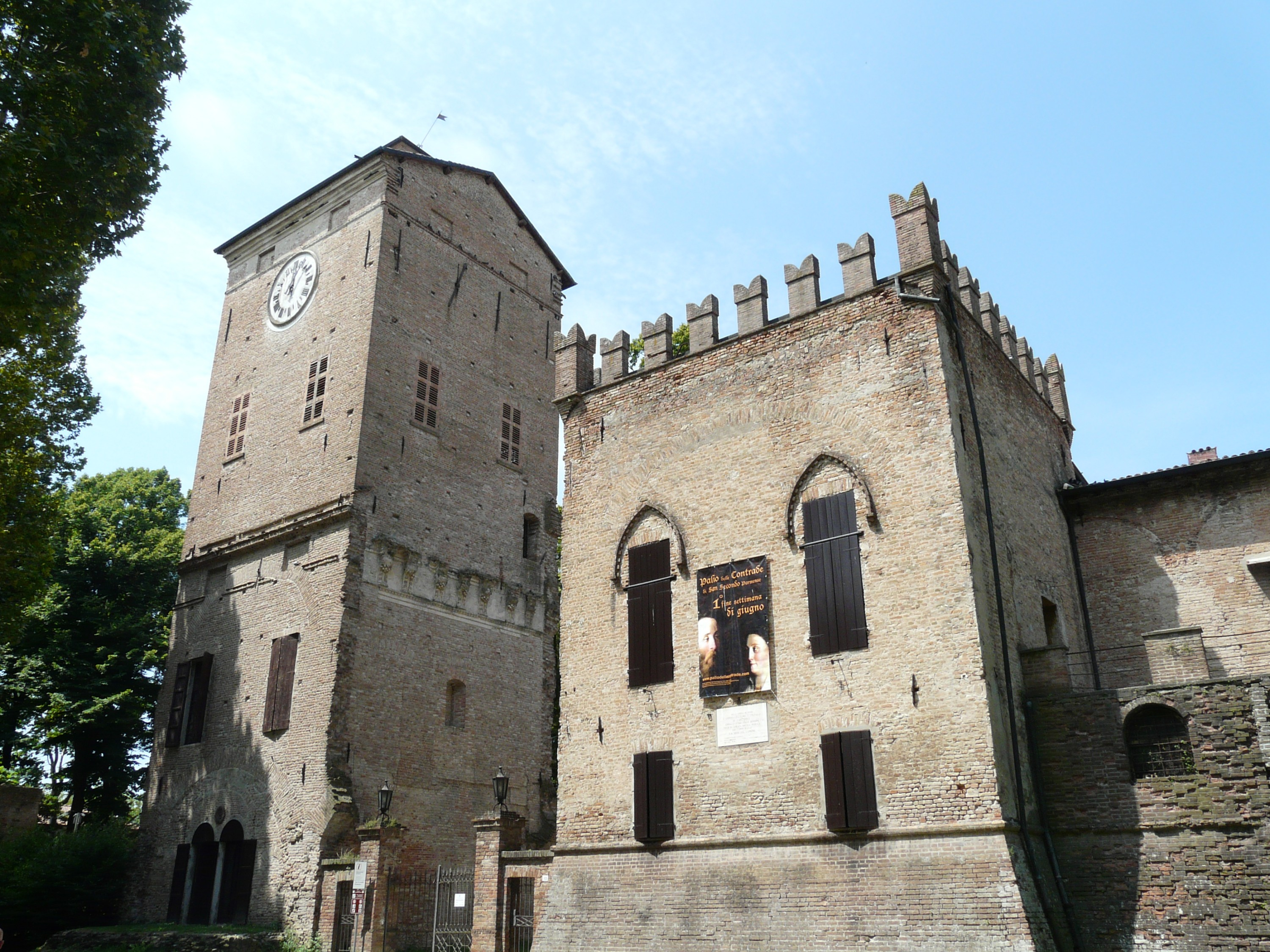
Rocca dei Rossi di San Secondo, la sua resa determinò la fine della prima fase del conflitto

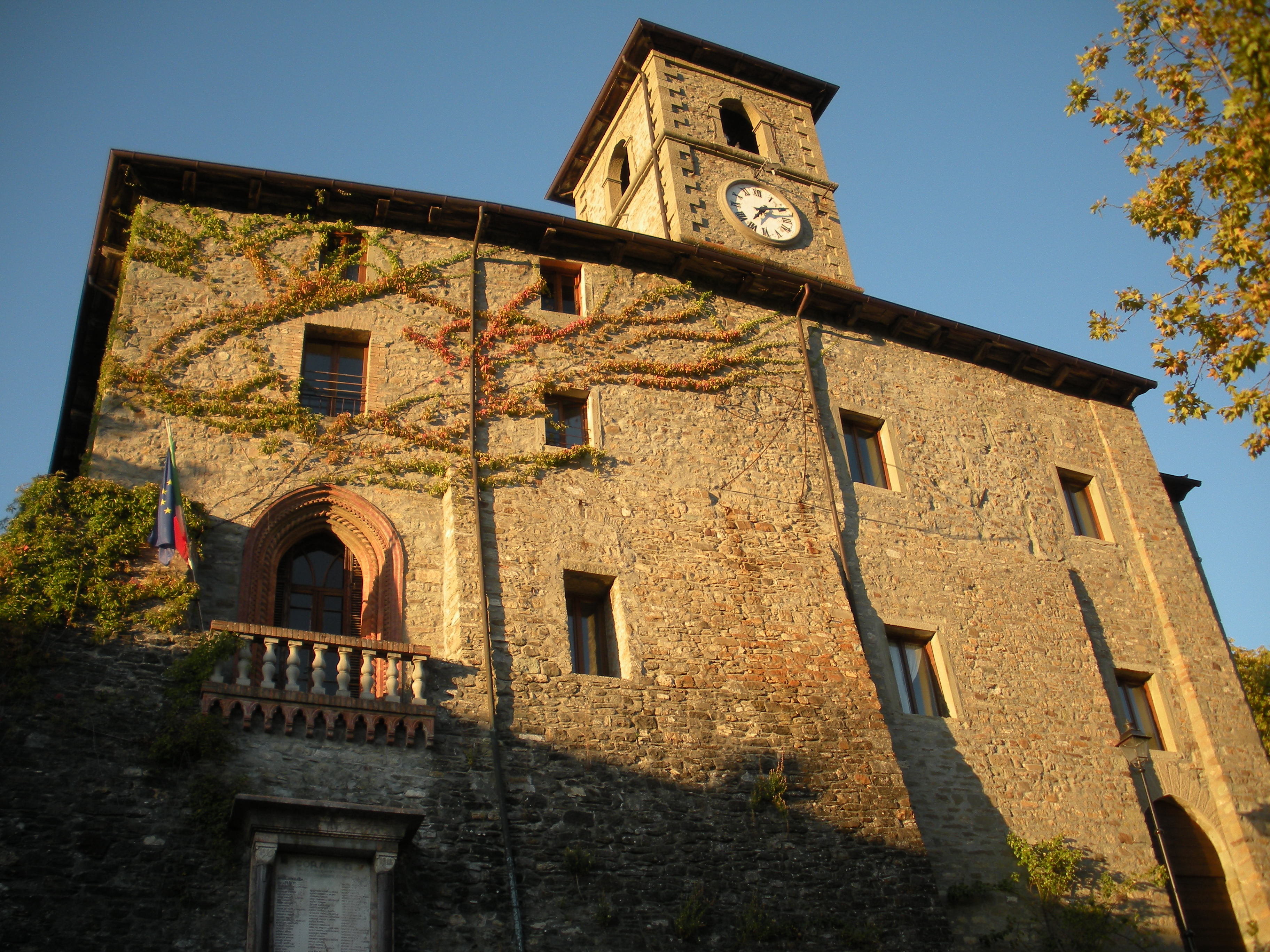
Castello di Corniglio, resse agli attacchi di Obietto Fieschi sino a che non fu levato l'assedio

Sul fronte appenninico Obietto Fieschi, rotti gli indugi, mosse con l'aiuto di Bertrando de' Rossi, che concesse il passo sui suoi territori, su Bosco di Corniglio, il cui castello espugnò ai primi di ottobre; il 5 attaccò la rocca di Corniglio senza tuttavia riuscire a prenderla prima che la tregua fosse firmata.
A San Secondo nel frattempo gli assedianti avevano proceduto ad asciugare il Taro morto, paleoalveo del Taro che drenando terreni di altimetria inferiore era sempre ricco di acque usate per alimentare il fossato della rocca, e ormai avevano fortemente danneggiato i terrapieni e le mura del castello. Disperando di difendere il caposaldo, a corto di denaro, viveri e munizioni, Guido tentò di fuggire con il favore delle tenebre il 12 ottobre da San Secondo ma, a causa di un imprevisto, fu scoperto e costretto a ritirarsi. I difendenti comunque avevano saputo del tentativo di fuga e pertanto decisero di voltare le spalle a Guido che quindi fu costretto a recarsi nel campo ducale a trattare la resa con il Bonifacio III. Si decise che l'assedio sarebbe stato tolto a condizione che Guido non tenesse con sé alcun armato, giurasse fedeltà al duca e mandasse il suo figlio primogenito Filippo Maria come ostaggio a Milano; in cambio Guido poteva mantenere i possedimenti assegnatigli dal padre con il testamento del 1464. D'altronde, come già menzionato, Guido non aveva altra scelta dal momento che a San Secondo ormai non vi erano più viveri e munizioni e gli aiuti provenienti da Venezia erano stati neutralizzati, d'altro canto anche i ducali avevano interesse a concludere la pace dal momento che avevano necessità di portare le truppe nel ferrarese.

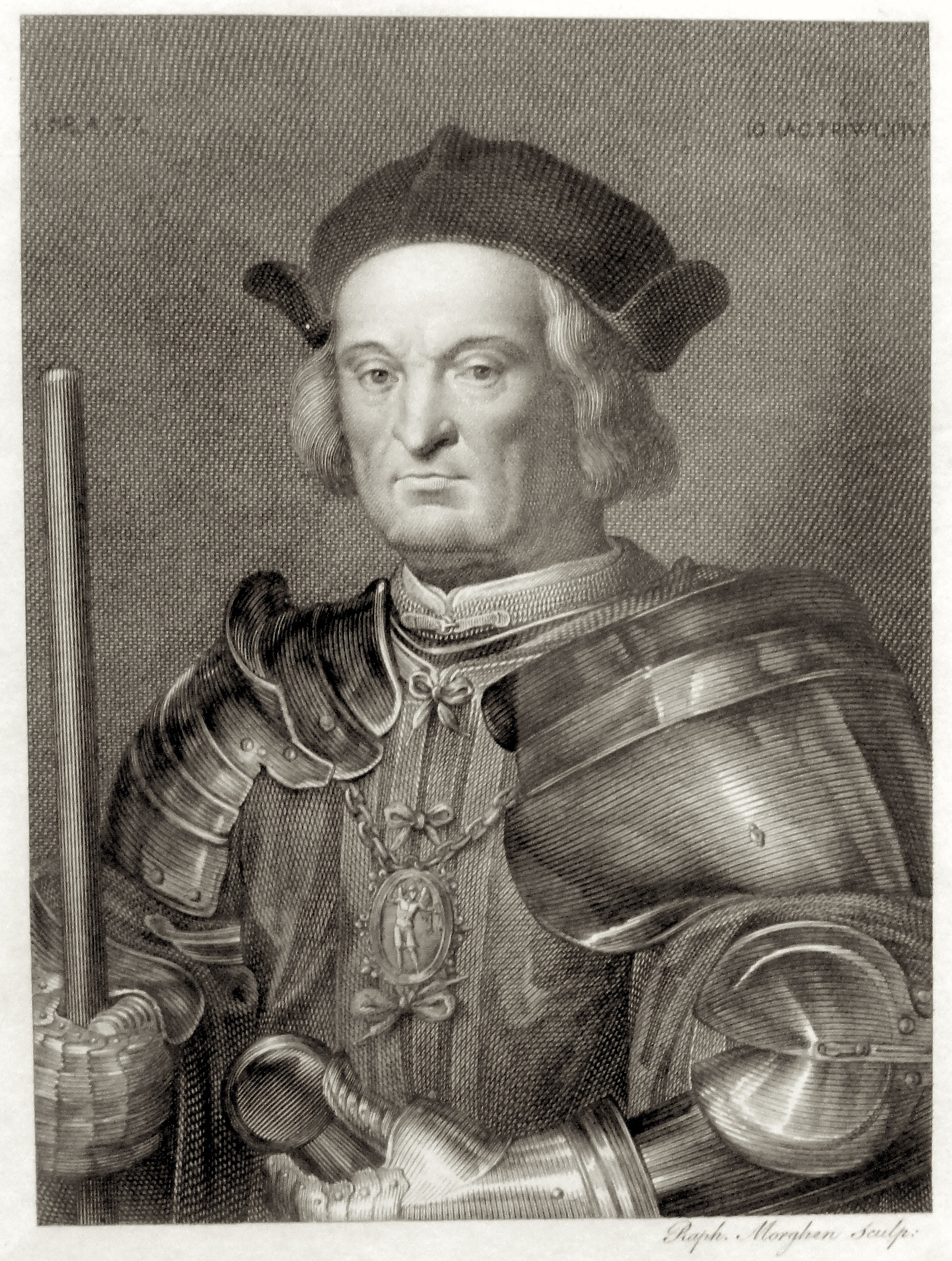
Gian Giacomo Trivulzio, comandante in capo delle truppe ducali durante la seconda fase della guerra

### La breve tregua, la ripresa della guerra e la sconfitta definitiva dei Rossi
La pace stipulata fra Guido e Bonifacio non fu però duratura: l'ostilità di alcuni fratelli alla pace, in particolar modo di Giacomo, istigato dai veneziani a continuare la guerra, l'alleanza con il protonotario Torelli e l'abboccamento con un messo di Venezia a Torrechiara spinsero i milanesi a dichiarare nuovamente Guido Rossi nemico pubblico il 18 gennaio 1483.
A fine aprile del 1483 un forte esercito comandato da Sforza Secondo Sforza si diresse nel parmense; nel frattempo Guido, finanziato dai veneziani, aveva nuovamente fortificato il castello di San Secondo munendolo di bombarde e munizioni. Tuttavia Guido, venuto a conoscenza dell'entità dell'esercito che gli si muoveva contro, decise di fuggire nel piacentino, in val Nure per continuare la lotta; nel frattempo Ludovico il Moro discese direttamente nel parmense e con le sue truppe pose d'assedio Felino, che cadde a metà maggio. Fu poi la volta di Torrechiara, il cui assedio condotto da Gian Giacomo Trivulzio iniziò il 25 maggio; la rocca cadde in breve tempo alla notizia che Guido era fuggito nel piacentino. Ormai restava ai rossiani solo la rocca di San Secondo, che l'esercito ducale sempre sotto il comando del Trivulzio cinse nuovamente d'assedio il 13 giugno 1483 e che a sua volta si arrese definitivamente il 21 giugno 1483. Nel frattempo Guido, scacciato dalla Val Nure, fu costretto a riparare in val Sturla, appartenente alla repubblica di Genova, e da lì a fuggire a Venezia.

## Conseguenze
Al termine di quasi due anni di guerra, tutti i possedimenti dei marieschi ereditati da Guido de' Rossi vennero confiscati con la sola eccezione di Roccalanzona, che passò sotto il controllo di Bertrando de’ Rossi, conte di Berceto. Guido fuggì a Venezia e pur invitato al tavolo della pace di Bagnolo del 1484 non riuscì a ottenere la reintegrazione nei propri domini sui quali si confermò la confisca e l'assegnazione diretta a Ludovico il Moro. In definitiva la caduta di Pier Maria e dei Rossi fu dovuta essenzialmente sia all'impossibilità di ottenere un aiuto diretto e fattivo dall'alleato veneziano, sia alla presa di potere a Milano della fazione avversa che privilegiò i rapporti con i Pallavicino.

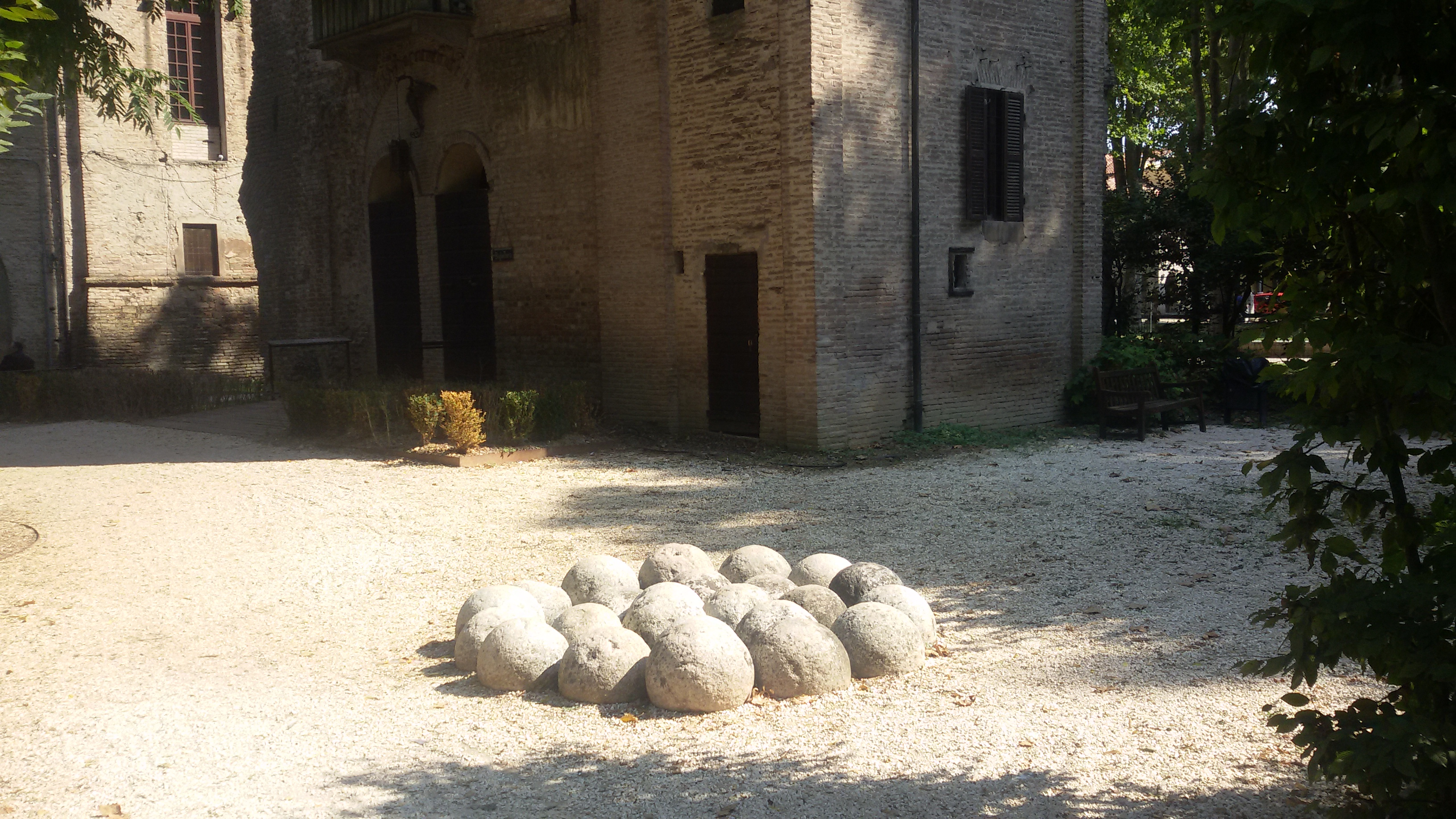
Palle di pietra nel parco della Rocca dei Rossi di San Secondo; secondo la tradizione locale sarebbero colpi sparati dalle bombarde ducali in occasione dei numerosi assedi sostenuti durante la guerra.

Dei Rossi, solo Bertrando, beneficiario del testamento del 1464, riuscì, tradendo i fratelli e la volontà paterna, a mantenere i propri possedimenti, grazie all'alleanza con i ducali; Giacomo e Guido, che avevano continuato la lotta sostenuti da Venezia, persero invece tutte le loro proprietà. I Sanvitale ripresero possesso del castello di Noceto, ma furono soprattutto i Pallavicino i maggiori beneficiari della caduta della fazione dei Rossi: acquisirono il castello di Roccabianca ma, soprattutto, divennero la famiglia più influente nel parmense, ruolo egemone che mantennero sino alla presa del potere dei Farnese. Guido de' Rossi morì a Venezia nel 1490 e, nonostante i numerosi tentativi, i suoi discendenti non riuscirono mai a rientrare in possesso dei feudi aviti, fatta eccezione della sola Corniglio che Filippo Maria riprese dopo il 1510, a causa della fedeltà a Venezia, che finì per precludere ogni possibilità di reintegro. Curiosamente furono invece i discendenti di Giovanni de’ Rossi, figlio primogenito diseredato nel testamento del 1464 da Pier Maria, che, grazie al disinteresse durante la guerra prima e all'alleanza con i francesi e all'amicizia con quel Trivulzio che aveva costretto Guido alla resa definitiva poi, riuscirono a rientrare in possesso di San Secondo eretta da Luigi XII di Francia a marchesato. I Rossi di San Secondo, discendenti da Giovanni, furono in grado in seguito di recuperare numerose rocche dell'appennino grazie all'eredità lasciata da Bertrando de' Rossi nel 1502, senza tuttavia mai raggiungere né come estensione di possedimenti, né come prestigio e influenza la posizione che avevano avuto i loro avi prima della guerra. Tale ritorno fu dovuto al tentativo messo in essere dai francesi di contenere e contrastare con un alleato fedele lo strapotere dei Pallavicino nel parmense; ciò nonostante Troilo I non riuscì mai a rientrare in possesso dei castelli di Felino, Roccabianca e Torrechiara, che risultarono persi per sempre.